# Насипнівська сільська рада
Насипнівська сільська́ ра́да — адміністративно-територіальна одиниця та орган місцевого самоврядування у складі Феодосійської міської ради Автономної Республіки Крим. Адміністративний центр — село Насипне.

## Загальні відомості
- Населення ради: 6 813 особи (станом на 2001 рік)

## Населені пункти
Сільській раді підпорядковані населені пункти:
- с. Насипне
- с. Ближнє
- с. Виноградне
- с. Піонерське
- с. Підгірне
- с. Сонячне
- с. Южне

## Склад ради
Рада складається з 30 депутатів та голови.
- Голова ради: Бовтуненко Сергій Миколайович
- Секретар ради: Чмух Ольга Петрівна

### Керівний склад попередніх скликань
| Прізвище, ім'я, по батькові   | Основні відомості                                                         | Дата обрання | Дата звільнення |
| ----------------------------- | ------------------------------------------------------------------------- | ------------ | --------------- |
| Бовтуненко Сергій Миколайович | Сільський голова, 1965 року народження, освіта вища, безпартійний         | 26.03.2006   | 31.10.2010      |
| Бовтуненко Сергій Миколайович | Сільський голова, 1965 року народження, освіта вища, член Партії регіонів | 31.10.2010   |                 |

Примітка: таблиця складена за даними сайту Верховної Ради України

### Депутати
За результатами місцевих виборів 2010 року депутатами ради стали:

#### За суб'єктами висування
| Суб'єкт висування           | Кількість обраних депутатів | %    |
| --------------------------- | --------------------------- | ---- |
| Партія регіонів             | 23                          | 76,7 |
| Самовисування               | 6                           | 20   |
| Комуністична партія України | 1                           | 3,3  |

#### За округами
| № округу                    | Прізвище, ім'я, по батькові      | Дата визнання обраним | Освіта             | Партійна приналежність            | Відомості про обраного депутата                             |
| --------------------------- | -------------------------------- | --------------------- | ------------------ | --------------------------------- | ----------------------------------------------------------- |
| Комуністична партія України |                                  |                       |                    |                                   |                                                             |
| 7                           | Денисова Світлана Миколаївна     | 02.11.2010            | середня            | член Комуністичної партії України | приватний підприємець                                       |
| Партія регіонів             |                                  |                       |                    |                                   |                                                             |
| 1                           | Кочкін Володимир Вікторович      | 02.11.2010            | вища               | член Партії регіонів              | приватний підприємець                                       |
| 2                           | Фандєєв Олег Олексійович         | 02.11.2010            | середня            | член Партії регіонів              | приватний підприємець                                       |
| 3                           | Чмух Ольга Петрівна              | 02.11.2010            | середня            | член Партії регіонів              | виконавчий комітет Насипнівської сільської ради, секретар   |
| 5                           | Зеленська Світлана Миколаївна    | 02.11.2010            | середня спеціальна | член Партії регіонів              | виконавчий комітет Насипнівської сільської ради, бухгалтер  |
| 8                           | Толчин Сергій Вікторович         | 02.11.2010            | вища               | член Партії регіонів              | садове товариство «Рассвет», голова правління               |
| 9                           | Шандибіна Олена Іллівна          | 02.11.2010            | середня            | член Партії регіонів              | ТОВ «Бон», гол. бухгалтер                                   |
| 10                          | Смородський Андрій Васильович    | 02.11.2010            | середня            | член Партії регіонів              | ТОВ «Плеяда ЛТД», слюсар-сантехнік                          |
| 12                          | Токарев Микола Олегович          | 02.11.2010            | вища               | член Партії регіонів              | тимчасово не працює                                         |
| 13                          | Сологубов Сергій Миколайович     | 02.11.2010            | вища               | член Партії регіонів              | ОАО «ФПЗ», заступник директора                              |
| 15                          | Бажура Ігор Миколайович          | 02.11.2010            | середня спеціальна | член Партії регіонів              | пенсіонер                                                   |
| 16                          | Левіна Аксана Євгенівна          | 02.11.2010            | вища               | член Партії регіонів              | виконавчий комітет Насипнівської сільської ради, спеціаліст |
| 17                          | Савчуков Олексій Володимирович   | 02.11.2010            | середня спеціальна | член Партії регіонів              | приватний підприємець                                       |
| 18                          | Балашов Віктор Йосипович         | 02.11.2010            | середня            | член Партії регіонів              | тимчасово не працює                                         |
| 19                          | Маркова Лариса Сергіївна         | 02.11.2010            | вища               | позапартійна                      | ЦПЗ № 5, економіст                                          |
| 20                          | Токарев Олег Миколайович         | 02.11.2010            | вища               | член Партії регіонів              | ТОВ «Капріз», менеджер                                      |
| 21                          | Заболотна Ганна Павлівна         | 02.11.2010            | вища               | член Партії регіонів              | ПП «Первушин П. М.», бухгалтер                              |
| 22                          | Некрашевич Володимир Віталійович | 02.11.2010            | вища               | член Партії регіонів              | приватний підприємець                                       |
| 23                          | Козачук Володимир Валентинович   | 02.11.2010            | середня            | член Партії регіонів              | ПАО ФЗКВ, бригадир тракторної бригади                       |
| 24                          | Таранець Сергій Васильович       | 02.11.2010            | вища               | член Партії регіонів              | приватний підприємець                                       |
| 25                          | Стеців Лідія-Оксана Григорівна   | 02.11.2010            | середня            | член Партії регіонів              | пенсіонер                                                   |
| 26                          | Ролдугіна Віра Григорівна        | 02.11.2010            | середня            | член Партії регіонів              | тимчасово не працює                                         |
| 28                          | Бринза Юрій Дмитрович            | 02.11.2010            | вища               | член Партії регіонів              | Феодосійський міськвиконком, начальник відділу транспорту   |
| 30                          | Черняков Руслан Володимирович    | 02.11.2010            | середня            | член Партії регіонів              | тимчасово не працює                                         |
| Самовисування               |                                  |                       |                    |                                   |                                                             |
| 4                           | Куркчи Арсен Аметович            | 02.11.2010            | середня            | позапартійний                     | тимчасово не працює                                         |
| 6                           | Юлдашев Темур Рахманович         | 02.11.2010            | середня            | позапартійний                     | тимчасово не працює                                         |
| 11                          | Мамутов Марлен Сеіф              | 02.11.2010            | вища               | позапартійний                     | пенсіонер                                                   |
| 14                          | Чегертма Музафар Бекірович       | 02.11.2010            | середня            | позапартійний                     | приватний підприємець                                       |
| 27                          | Рахматулін Равіль Рінатович      | 02.11.2010            | середня            | позапартійний                     | приватний підприємець                                       |
| 29                          | Смажнєв Володимир Іванович       | 02.11.2010            | середня            | позапартійний                     | РСП ПР ДПТ, просочувальник                                  |